# 291 Аліса
291 Алі́са (291 Alice) — астероїд головного поясу, відкритий 25 квітня 1890 року Йоганном Палізою у Відні.